# Bethy Mununga
Bethy Mununga (Kinsasa, República Democrática del Congo,  22 de julio de 1997) es una jugadora profesional de baloncesto, con nacionalidad belga.

## Biografía
Nació en Kinshasa en 1997 y juega profesionalmente a baloncesto en la posición de Pívot. Mide 1,83 m.

### Trayectoria deportiva
En sus primeros años fuera de su país, se formó, desde 2017 y jugó, en EE. UU. tanto en Oklahoma, como en Florida en 2020-2021. ce 
Durante 2022/2023 jugó ya profesionalmente para el equipo ACS Sepsi-sic.de Rumanía temporada y media. Para la temporada 2023/2024 jugó en el Villeneuve  d'Ascq LM (Francia), jugando en Liga y Euroliga. En la temporada 2024/2025 en Araski AES, donde también coincidió con sus compañeras de Villeneuve d'Ascq Bethy Mununga, e Iva Slonjsak.
En 2024 jugó los Juegos Olímpicos de Verano de París, con Bélgica.
En el Eurobasket 2024 (jugado en Soprón, Hungría) ganó la medalla de oro junto con sus compañeras de Bélgica, incluida Maxuella Lisowa Mbaka.

## Clubs
- 2017/2019: Northeastern Oklahoma A&M Lady Norse basketball (USA).
- 2020-2021: South Florida Bulls (USA).
- 2022-2023: ACS Sepsi-sic (Rumanía).
- 2023-2024: Villeneuve d'Ascq LM (Francia).
- 2024-2025:  Araski AES, Vitoria.